# Август Нільсон
Август Нільсон (швед. August Nilsson; нар. 15 жовтня 1872 — пом. 23 травня 1921) — шведський легкоатлет, олімпійський чемпіон з перетягування канату.

## Біографія
Народився 15 жовтня 1872 року в Тролленес, комуна Еслев, лен Сконе, Швеція.
Учасник ІІ літніх Олімпійських ігор 1900 року в Парижі (Франція). Змагався у двох легкоатлетичних дисциплінах за Швецію, а також у перетягуванні канату за змішану команду. У єдиному поєдинку змагань змішана дансько-шведська команда перемогла команду Франції й виборола золоті олімпійські медалі.
Помер 23 травня 1921 року в Стокгольмі, Швеція

## Результати виступів
| Олімпійські ігри | Вид спорту           | Дисципліна                     | Команда         | Місце |
| ---------------- | -------------------- | ------------------------------ | --------------- | ----- |
| Париж 1900       | Легка атлетика       | чоловіки, стрибки з жердиною   | Швеція          | 8     |
| Париж 1900       | Легка атлетика       | чоловіки, штовхання ядра       | Швеція          | 9     |
| Париж 1900       | Перетягування канату | чоловіки, перетягування канату | Змішана команда | 1     |